# IV. sjezd Komunistické strany Číny
IV. sjezd Komunistické strany Číny (čínsky pchin-jinem Zhōngguó Gòngchǎndǎng dìsìcì quánguódàibiǎodàhuì, znaky zjednodušené 中国共产党第四次全国代表大会) proběhl v Šanghaji ve dnech 11. – 22. ledna 1925. Sjezdu se zúčastnilo 20 delegátů zastupujících 994 členů Komunistické strany Číny.
Hlavní tématem sjezdové diskuze bylo zobecnějí zkušeností získaných za rok spolupráce komunistů s Kuomintangem, vypracování plánu rozvoje masových hnutí dělníků, rolníků, mláděže a žen a rozšíření stranických organizací do celé země. na sjezdu bylo kritizováno „pravé“ i „levé“ postoje k jednotné frontě. „Praví“ měli zato, že když komunisté vstoupili do Kuomintangu, měla by se strana vzdát samostatné politické linie. „Leví“ se na druhé straně stavěli proti jednotné frontě a požadovali odchod komunistů z Kuomintagu. Sjezd usoudil, že pro čínskou revoluci je třeba „masová účast dělníků, rolníků, střední i drobné městské buržoazie“, přičemž rolnictvo prohlásil za „přirozeného spojence dělnické třídy“.
Sjezd zvolil 4. ústřední výkonný výbor o devíti členech a pěti kandidátech, generálním tajemníkem výboru byl zvolen Čchen Tu-siou.
Členové ústředního výkonného výboru zvolení na IV. sjezdu:
- Čchen Tu-siou (generální tajemník),
- Li Ta-čao,
- Cchaj Che-sen,
- Čang Kuo-tchao
- Siang Jing,
- Čchü Čchiou-paj,
- Pcheng Šu-č’,
- Tchan Pching-šan,
- Li Wej-chan.

Kandidáti ústředního výkonného výboru zvolení na IV. sjezdu:
- Teng Pchej,
- Wang Che-po,
- Luo Čang-lung,
- Čang Tchaj-lej,
- Ču Ťin-tchang.

Ústřední výkonný výbor k běžnému řízení strany zvolil pětičlenné 4. ústřední byro ve složení Čchen Tu-siou, Pcheng Šu-č’ (řídil propagandu), Čang Kuo-tchao (řídil organizaci strany), Cchaj Che-sen a Čchü Čchiou-paj.